# Unie van Hand- en Geestesarbeiders
De Unie van (of voor) Hand- en Geestesarbeiders, afgekort UHGA (Frans: Union des Travailleurs manuels et intellectuels, afgekort UTMI) was een Belgische vereniging van vakbonden tijdens de Tweede Wereldoorlog, die door de Duitsers werd opgezet.

## Geschiedenis
De meeste voormannen van de socialistische en christelijke vakbonden vluchtten na de Duitse inval naar Frankrijk. In strijd met de vooroorlogse afspraken hernamen sommige achtergebleven leiders de vakbondsactiviteit. Wanneer de Duitse bezetter echter oplegde dat de vakbonden (Arbeidsorde incluis) moesten fusioneren tot de Unie van Hand- en Geestesarbeiders, werd die aanvankelijk gesteund door leiders uit het Algemeen Christelijk Vakverbond (ACV) (August Cool en Jules Roscam), de Algemene Centrale Der Liberale Vakbonden Van België (Alfons Colle) en het Belgisch Vakverbond (BVV) (Hendrik De Man, Victor Grauls en Henri Caprasse). Zij meenden dat Duitsland de oorlog zou winnen en dat zij een rol konden spelen in een toekomstige autoritaire Belgische staat onder leiding van de koning. In werkelijkheid wilde de bezetter echter de vakbonden gebruiken om de Belgische economie ten dienste te stellen van de Duitse oorlogsvoering.
Wanneer het duidelijk werd dat er van een snelle vastlegging van het politieke statuut van België geen sprake zou zijn, de kansen op een Duitse zege onzeker werden en de Duitse controle op de vakbonden alsmaar toenam, trokken de christelijke en socialistische vakbonden zich begin 1941 terug uit het UHGA-avontuur. Op dat moment telde de UHGA 112.000 leden, circa 10% van het vooroorlogse aantal vakbondsleden. Degenen die in de UHGA bleven, belandden in de collaboratie. Onder hen de leden van Arbeidsorde, de vakbond van het VNV, die de UHGA in handen wilde krijgen.
Bij de effectieve centralisatie van de vakbondscentrales in het najaar van 1941, vatten de voormalige leden van Arbeidsorde post op verschillende sleutelposities. Die greep verstevigde nog na de aanstelling van VNV-er Edgard Delvo als opvolger van Victor Grauls aan het hoofd van de UHGA in maart 1942.
In 1944 vluchtten Edgard Delvo en Marcel De Ridder naar Duitsland. Binnen de kortste keren werd de Unie opgedoekt en ook Arbeidsorde verdween. De drie traditionele vakbonden hernamen hun activiteiten.